# Néerlandisation
La néerlandisation ou parfois batavisation (en néerlandais : vernederlandsing ou vernederlandsen) correspond au processus par lequel un mot, une culture ou un individu deviennent néerlandais. Par exemple, un immigrant aux Pays-Bas est dit néerlandisé dès lors qu'il a adopté la culture et la langue néerlandaise. L'usage le plus courant se réfère d'abord au domaine linguistique.
Au cours de l'histoire de nombreux noms de famille ont été flamandisés en Flandres. Ainsi, le peintre primitif flamand Rogier de Le Pasture (1399-1464), a vu son nom de famille flamandisé en Rogier van der Weyden, lors de son installation à Bruxelles en 1435. 

## En Belgique
En Belgique, le terme « néerlandisation » est utilisé, en concurrence avec « flamandisation », pour décrire un processus de reconquête linguistique du néerlandais sur le français en Flandre (comme la néerlandisation de l'université de Gand).